# Cantone di San Giovanni di Moriana
Il Cantone di San Giovanni di Moriana è una divisione amministrativa dell'arrondissement di San Giovanni di Moriana.
A seguito della riforma complessiva dei cantoni del 2014 è passato da 16 a 30 comuni.

## Composizione
Prima della riforma del 2014 comprendeva i comuni di:
- Albiez-le-Jeune
- Albiez-Montrond
- Le Châtel
- Fontcouverte-la Toussuire
- Hermillon
- Jarrier
- Montricher-Albanne
- Montvernier
- Pontamafrey-Montpascal
- Saint-Jean-d'Arves
- San Giovanni di Moriana
- Saint-Julien-Mont-Denis
- Saint-Pancrace
- Saint-Sorlin-d'Arves
- Villarembert
- Villargondran

Dal 2015 comprende i comuni di:
- Albiez-le-Jeune
- Albiez-Montrond
- La Chambre
- La Chapelle
- Le Châtel
- Les Chavannes-en-Maurienne
- Fontcouverte-la-Toussuire
- Hermillon
- Jarrier
- Montaimont
- Montgellafrey
- Montricher-Albanne
- Montvernier
- Notre-Dame-du-Cruet
- Pontamafrey-Montpascal
- Saint-Alban-des-Villards
- Saint-Avre
- Saint-Colomban-des-Villards
- Saint-Étienne-de-Cuines
- Saint-François-Longchamp
- Saint-Jean-d'Arves
- San Giovanni di Moriana
- Saint-Julien-Mont-Denis
- Saint-Martin-sur-la-Chambre
- Saint-Pancrace
- Saint-Rémy-de-Maurienne
- Saint-Sorlin-d'Arves
- Sainte-Marie-de-Cuines
- Villarembert
- Villargondran